# Mucroplana caelata
Mucroplana caelata is een platworm (Platyhelminthes). De worm is tweeslachtig. De soort leeft in het zoute water.
Het geslacht Mucroplana, waarin de platworm wordt geplaatst, wordt tot de familie Mucroplanidae gerekend. De wetenschappelijke naam van de soort werd voor het eerst geldig gepubliceerd in 1975 door Sopott-Ehlers & Schmidt.